# ديبي
قرية ديبى هي إحدى القرى التابعة لمركز رشيد في محافظة البحيرة في جمهورية مصر العربية. حسب إحصاءات سنة 2006، بلغ إجمالي السكان في ديبى 12853 نسمة، منهم 6659 رجل و6194 امرأة.

## التاريخ
قرية ديبي من القرى القديمة، واسمها الأصلي وقت الفتح الإسلامي لمصر دبي (بالإنجليزية: Dbi)‏، وقد وردت باسم ديبه في أعمال فوه والمزاحمتين ضمن قرى الروك الصلاحي التي أحصاها ابن مماتي في كتاب قوانين الدواوين، كما وردت باسم ديبه في أعمال فوه والمزاحمتين ضمن قرى الروك الناصري التي أحصاها ابن الجيعان في كتاب «التحفة السنية بأسماء البلاد المصرية». وفي العصر العثماني كان اسمها في تربيع سنة 933هـ/1527م الذي أجراه الوالي العثماني سليمان باشا الخادم في عصر السلطان العثماني سليمان القانوني ديبه ضمن قرى ولاية البحيرة، وفي تاريخ 1228هـ/1813م الذي عدّ قرى مصر بعد المسح الذي قام به محمد علي باشا باسم ديبي ضمن قرى مديرية البحيرة.